# Башмаков, Александр Дмитриевич
Башмаков Александр Дмитриевич (26.05.1825, Одесса ― 15.01.1888, Полтавская губерния, деревня Обозновка) ― херсонский гражданский губернатор, полтавский и саратовский вице-губернатор, тайный советник, гофмейстер. Почётный гражданин г. Шацка и г. Моршанска. Меценат и общественный деятель. Почётный член Славянского благотворительного общества и Лужицко-Сербской Матицы.

## Биография
Старший сын таврического гражданского губернатора Д. Е. Башмакова. Правнук генералиссимуса А. В. Суворова по линии матери.
Воспитывался в Павловском кадетском корпусе. Из фельдфебелей корпуса выпущен корнетом лейб-гвардии Уланского полка 30 августа (11 сентября) 1841; на вакансию из корнетов в поручики 6 (18) декабря 1844. В 1846 путешествовал по р. Енисею для обозрения золотых приисков матери и «дал первый толчек к исследованию низовьев Енисея». Определён на вакансию штабс-ротмистром 6 (18) декабря 1847. Уволен от военной службы, по прошению, по домашним обстоятельствам, для определения к статским делам, с переименованием в коллежские асессоры 25 января (6 февраля) 1849. В том же — 1849, избран в члены Императорского русского географического общества.
Из отставных определён на службу в ведомство М-ва внутренних дел, во Временный люстрационный комитет по делам западных губерний, учреждённый при министерстве, чиновником особых поручений VI класса 24 марта (5 апреля) 1849. В том чине и в той должности пожалован в звание камер-юнкера22 апреля (4 мая) 1850. ВП от 12 (24) июля 1851, по ведомству М-ва внутренних дел, производится, за выслугу лет, в надворные советники, со старшинством с 5 (17) февраля 1851 и с оставлением в придворном звании. С 22 декабря 1852 (3 января 1853) переведён чиновником особых поручений VI класса при Статистическом к-те М-ва внутренних дел по случаю образования сего комитета путём слияния Статистического отделения при Совете министра внутренних дел и Временного люстрационного комитета. Служба А. Д. Башмакова в статистическом ведомстве М-ва внутренних дел сопровождалась его деятельным участием в Императорском русском географическом о-ве.
С той должности, в том чине и придворном звании, назначен и. д. саратовского вице-губернатора 18 (30) июня 1853.
С той должности, в том чине и придворном звании, назначен и. д. полтавского вице-губернатора 28 июля (9 августа) 1854. ВП от 9 (21) января 1855, по ведомству М-ва внутренних дел, производится, за выслугу лет, в коллежские советники, со старшинством с 5 (17) февраля 1854 и оставлением в придворном звании. Утверждён в должности 17 (29) апреля 1855. В том же году пожалован монаршим благоволением. Уволен от должности с причислением к Министерству внутренних дел 23 апреля (5 мая) 1856.
Состоял при министерстве с апреля 1856 по март 1859. ВП от 17 (29) сентября 1857, по ведомству М-ва внутренних дел, производится, за выслугу лет, в статские советники, со старшинством с 5 (17) февраля 1857 и оставлением в придворном звании.
В том чине и придворном звании назначен и. д. херсонского гражданского губернатора 27 марта (8 апреля) 1859. ВП от 30 августа (11 сентября) 1860 за № 28, по ведомству М-ва внутренних дел, производится, за отличие, в действительные статские советники, с утверждением в должности. ВП от 30 августа (11 сентября) 1860 № 21, по ведомству М-ва императорского двора, пожалован в звание камергера.
По воспоминаниям секретаря Херсонской уголовной палаты, служба А. Д. Башмакова в Херсоне сопровождалась его конфликтом с местной чиновной элитой и херсонскими дельцами, погрязших в коррупции. Башмаков, «человек молодой и очень деятельный <…> со всею энергией принялся искоренять беспорядки, но не был достаточно опытен, чтобы преодолеть все препятствия. Бывшие дельцы присмирели и действовали, повидимому, согласно его желания, а между тем втихомолку воздвигали разные препятствия». Следствием конфликта стали интриги, клевета, пасквили против него и организация покушения на Башмакова при посещении им местной тюрьмы. Несмотря на то, что его деятельность была поддержана в столице: в один день Башмаков был утверждён в должности губернатора, получил генеральский чин и звание камергера — в конечном итоге он вынужден был подать в отставку и на длительный срок уехал в Европу поправлять здоровье. Высочайшим указом от 4 (16) августа 1861 (ВП от 6.08.1861 за № 23, по ведомству М-ва внутренних дел) уволен от должности, по прошению, по расстроенному здоровью, с причислением к министерству и увольнением в отпуск к Кавказским минеральным водам и в Тамбовскую губернию, на 3 месяца, с 4 (16) августа 1861.
C августа 1861 и до конца жизни А. Д. Башмаков состоял в службе причисленным к Министерству внутренних дел. Одновременно, с апреля 1873 по декабрь 1884 — состоял в чине и должности гофмейстера Двора Е. В. После херсонской отставки вся последующая государственная служба Башмакова была тесно связана с его общественной деятельностью и результатами крестьянской реформы 1861 года. Особенностью его биографии является пожалование только одним кавалерственным орденом Святого Станислава и сразу первой степени в «изъявление особенного Нашего к вам благоволения»
В начале 1870-х Башмаков также причисляется к ведомству М-ва юстиции: от шацкого дворянства избирается и определением Правительствующего сената от 5 (17) января 1872 утверждается на 3-летие почётным мировым судьей Шацкого уезда Тамбовской губ.
Высочайшим указом от 8 (20) апреля 1873 пожалован в чин и должность гофмейстера Двора Е. И. В., с оставлением, по-прежнему, при Министерстве внутренних дел. Указом от 13 (25) декабря 1884 (ВП от 21 декабря 1884 (2 января 1885) за № 35 по ведомству М-ва императорского двора) уволен, по болезни, от чина гофмейстера, с переименованием в тайные советники, со старшинством с 8.04.1873.
Умер в Полтавской губернии, деревне Обозновка. Торжественная панихида по нему служилась в Санкт-Петербурге, в Казанском соборе 27 января (8 февраля) 1888. Оставил память, прежде всего, как деятельный член Славянского благотворительного о-ва.

## Происхождение
Из дворянского рода Башмаковых, восходящего к нач. XVII в. Потомство Пимена Алексеевича Башмакова (?—после 1645) — помещика с. Воскресенского, Березопольского стана, Нижегородского уезда (1621—1623; 1627), нижегородского сына боярского в 1645, племянника дьяка Башмакова Василия Юдина (Июдина) сына, помещика Городского стана Угличского уезда в 1622—1645. Род записан во II и VI ч. ДРК Ярославской и Тамбовской губ. Герб рода внесён в X ч. ОГ. за № 38. Отцом Пимена и братом дьяка был нижегородский помещик ½ того же с. Воскресенского Березопольского стана, самарский жилец Башмаков Алексей Юдин сын (1612/13). По всей видимости, дед Пимена — Башмаков Иуда (в монашестве — Иосиф) Иванов сын, помещик посада и пожней в Усолье Малом, Костромского уезда (1566/67; 1584/85).
Пимен Башмаков, его предки и потомство не связаны с родословной росписью древнего рода Башмаковых и их сородичей: Аблязовых, Аксаковых, Вельяминовых, Воронцовых, Вельяминовых-Воронцовых, Соловцовых и Исленьевых — в XVII в. поданной в Палату родословных дел и хранящейся в РГАДА в подлиннике.

## Общественная и коммерческая деятельность
Один из старейших и деятельных членов Императорского русского географического общества, сотрудничество с которым началось в период службы Башмакова в статистическом ведомстве М-ва внутренних дел: с 11 (23) мая 1849 — действительный член И.Р.Г.О., после утверждения в том же году нового устава Общества — по отделениям этнографии и статистики; с 31.10.1852 по 1854 — секретарь этнографического отделения; с 1 (13) февраля 1873 получил звание члена-соревнователя И. Р. Г. О. за крупное пожертвование, сделанное в пользу Общества на издание «Этнографической карты Европейской части России»; 9 (21) января 1875 и 14 (26) января 1876 в общих собраниях избирался председателем ревизионной комиссии общества, 11 (23) января 1878 и 20 апреля (2 мая) 1882 — членом комиссии. Отчеты общества за 1852—1854 свидетельствуют, что как член отделения статистки и секретарь отделения этнографии Башмаков в то время не только занимался делопроизводством и участвовал в заседаниях отделений, но и активно участвовал в рецензировании рукописей, поступавших на рассмотрение в Географическое общество: «А. Д. Башмаков, вступивший в ряды членов Географического общества в 1849 году, с 1852 по 1854 г. нёс обязанности секретаря отделения этнографии, в деятельности которого принимал преимущественное участие, а в 1875 [1873—1874] году пожертвовал Обществу 2 000 р. [2500] на покрытие расходов по изданию печатавшейся в то время Этнографической карты Европейской России, составленной д. чл. [А. Ф.] Риттихом»
Родовым имением — с. Косяковым, Спасского у., Казанской губ., в котором, по 8-й ревизии — 1834, было 212 душ муж. пола, Башмаков владел совместно с братьями Сергеем и Аркадием, и сестрами: Марией и Еленой. В Моршанском уезде за ним было имение в дачах с. Иладельной Дубровы (Ламки тож). К началу Крестьянской реформы 1861 Башмаков владел 27 465 десятинами земли и 2 575 крепостными муж. пола в Тамбовской губернии, золотыми приисками в Сибири. Был помещиком Полтавской и Харьковской губерний. Имение в Шацком уезде он унаследовал в 1858 от штабс-ротмистра С. К. Нарышкина, брата Л. К. Нарышкина и племянника Е. А. Нарышкиной, бабушки А. Д. Башмакова по материнской линии. После отставки и отпуска на Кавказе, с осени 1861 и до весны 1863 он находился в многомесячных заграничных отпусках: приказом от 21 октября (2 ноября) 1861 за № 29 уволен в отпуск за границу на 9 месяцев; приказом от 14 (26) июня 1862 за № 25 — на 4 месяца; приказом от 2 (14) августа 1862 за № 31 продолжен срок заграничного отпуска на 6 месяцев. Как шацкий помещик в это же время занимался заключением уставных грамот с крестьянами своих тамбовских имений: «Важнейшие из выкупных сделок, утвержденных учреждением, со времени открытия оного по 1-е января 1863, а именно такие, по коим выкупная ссуда превышает 100 000 руб., были следующие: I. По взаимному соглашению помещиков с крестьянами <…> 4) Действительного статского советника А. Д. Башмакова с крестьянами Тамбовской губернии, Шацкого уезда. Сельских обществ 6, в которых 2837 ревизских душ. Выкуплено удобной земли 8511 дес.; кроме того, подарено помещиком крестьянам двух обществ 80 дес. 1700 саж. удобной земли. Выкупных ссуд разрешено 340 440 руб. Удержано прежнего банковского долга 215 496 руб. 71 коп. Назначено к выдаче 124 943 руб. 20 коп, в том числе: свидетельствами 114 400 руб., 5 % билетами 10 500 руб. и наличными 43 руб. 29 коп. Билеты, согласно желанию помещика, оставлены в распоряжении Государственного банка, для обмена на деньги. Дополнительный взнос требуется владельцем только от двух обществ и при том в половинном размере в течение 3-х лет; от такового же взноса со стороны 4-х остальных обществ г. Башмаков отказался»
В 1866 году камергер А. Д. Башмаков, совместно с младшим братом — отставным штабс-капитаном C. Д. Башмаковым, тогда тамбовским губернским предводителем дворянства, становится инициатором, финансовым консультантом, кредитным поручителем, учредителем и владельцем сразу нескольких коммерческих предприятий, из которых самым крупным, с уставным капиталом в размере свыше семи миллионов рублей, стала железная дорога в Тамбовской губернии. С 10 (22) мая 1866 — член-концессионер высочайше утверждённой концессии (уступочного 86-летнего договора) на 120-верстную 1-путную линию ж. д. от Ряжска до Моршанска; с 14 (26) октября 1866 — член-учредитель Ряжско-Моршанской ж. д. и «директор-председатель» правления Ряжско-Моршанской ж. д. с главной конторой в С.-Петербурге. Учреждение, капитал и строительство дороги были плодами трудов четырёх чиновников, среди которых не было ни одного промышленника, купца или банкира, и о которых в торгово-промышленных кругах России до 1866 года никто не знал. Дорога первоначально рассматривалась учредителями как второстепенная ветвь Рязанско-Козловской ж. д. и предназначалась для соединения Моршанской пристани на р. Цне с общей сетью ж. д. для вывоза продукции сельского хозяйства, прежде всего зерна и хлебных припасов. В действительности же постройка этой линии давала начало линии, которая должна была связать самые восточные губернии России с её западными окраинами и с общей сетью европейских дорог. Понимая значение своей дороги, осенью того же года братья А. Д. и С. Д. Башмаковы получили разрешение на производство изысканий для постройки железной дороги от Моршанска до Пензы. Проект этой дороги ими представлен на рассмотрение правительства, но утверждён не был. Однако, он имел продолжение: с 28 апреля (10 мая) 1872 его брат — уже статский советник С. Д. Башмаков, высочайше был утверждён единственным концессионером и учредителем О-ва Моршанско-Сызранской ж. д. После его смерти гофмейстер А. Д. Башмаков с 16 (28) июля 1877 по 11 (23) апреля 1880 был назначен членом высочайше утверждённого опекунского управления над детьми (своими племянниками), имуществом и делами умершего брата, статского советника С. Д. Башмакова, по С.-Петербургской, Казанской, Оренбургской и Пермской губерний, включая две железные дороги и горные заводы на Урале. Впоследствии обе линии стали частью казённой Сызранско-Вяземской ж. д. В честь младшего из братьев — Сергея, названа станция Башмаково.
За заслуги в деле реализации крестьянской реформы 1861 и строительства железной дороги городские общества Шацка и Моршанска ходатайствовали перед правительством о присвоении братьям званий почётных граждан. Высочайшим указом от 19 ноября (1 декабря) 1867 им разрешено принять звание почётных граждан г. Шацка, а высочайшим указом от 27 декабря 1868 (8 января 1869) разрешено принять звание почётных граждан г. Моршанска.
Тогда же — в 1866, камергер А. Д. Башмаков становится участником ещё нескольких коммерческих компаний: с 1 (13) июня 1866 — чл.-учредитель О-ва взаимного поземельного кредита, а в общем собрании акционеров в ноябре 1866 избран в члены правления общества; с 22 апреля (4 мая) 1866 — чл.-учредитель О-ва минеральных вод в Липецке. В 1869 он записывается в с.-петербургские 1-й гильдии купцы и на паях с братом, с.-петербургским домовладельцем, учреждает товарищество под фирмой «Ал. и С. Башмаковы», которое планировало заниматься производством и торговлей спиртами и водками как в России, так и за границей. Однако, дело не пошло и в 1872 он с братом выбыл из с.-петербургского купечества. В том же — 1866, А. Д. Башмакова принимают в члены привилегированного С.-Петербургского Английского собрания .
Как железнодорожный деятель Башмаков был избран членом-соревнователем Русского технического общества без принадлежности к отделам. С 19 (31) мая 1871 избирается действительным членом Императорского Вольного экономического о-ва, по его первому (сельскохозяйственному) отделению. Состоял членом С.-Петербургского отделения Императорского о-ва для содействия русскому торговому мореходству.
С 3 (15) мая 1867 Башмаков становится членом-учредителем О-ва попечения о раненных и больных войнах, состоящего под высочайшим покровительством Е. И. В. государыни императрицы (впоследствии — Российское о-во Красного Креста), и в том же году, с высочайшего соизволения Марии Александровны, избирается товарищем председателя Главного правления общества, ген.-адъютанта, министра государственных имуществ А. А. Зелено́го. С той должности в 1870 он назначается, опять же, с высочайшего соизволения императрицы, главным уполномоченным от Общества в Пруссии, на всё время военных действий во время Франко-Прусской войны и отправляется на её театр. В связи с последним назначением А. Д. Башмаков известен как видный деятель О-ва Красного Креста. За оказание помощи больным и раненным во время войны награждён прусской бронзовой медалью «Für Pflichttreue im Krige.1870—1871»
В 1868 он начинает сотрудничать с отделом Славянского благотворительного общества (Славянского комитета), открытого в столице. Внеся крупное пожертвование в его капитал, с 14 (26) февраля 1869 избирается почётным членом С.-Петербургского славянского комитета и становится одним из самых деятельных его участников: принимает на себя обязанности члена так называемой «увеселительной комиссии» (занималась организацией художественно-литературных и музыкальных вечеров, спектаклей с живыми картинами и маскарадов в пользу Общества) и члена издательской комиссии; с 12 (24) декабря 1871 по 10 (22) апреля 1877 — товарищ председателя С.-Петербургского отдела Славянского благотворительного комитета, и, одновременно, с 1873 по 1876 — председатель издательской комиссии. Заслуги Башмакова перед комитетом обширны: он ходатайствует перед правительством по различным вопросам, связанным с деятельностью комитета; представляет его интересы во время поездок в Европу; вносит пожертвования в капитал и берёт на свой счет различные расходы комитета, включая содержание студентов-славян, обучавшихся в европейских университетах. К особым заслугам Башмакова относятся крупные пожертвования на строительство православного храма в Праге и Народного дома Лужицко-Сербской Матицы в Будышине. Будучи владельцем Ряжско-Моршанской ж. д., при содействии брата, владельца Моршанско-Сызранской ж. д., в 1876 он организовывает на линиях сбор пожертвований — «кружечный сбор», высочайше разрешенный Славянскому комитету для финансирования нужд Тимокско-Моравской армии, возглавляемой русскими офицерами-добровольцами. За труды по Славянскому комитету его избирают почётным членом Лужицко-Сербской Матицы в октябре 1874, а в 1877 ему высочайше разрешено принять и носить пожалованный черногорский орден Князя Даниила первой степени.
Деятельность в издательской комиссии Славянского комитета, связанная с распространением славянофильской литературы и комплектованием в Европе славянских библиотек, для Башмакова в области книжного дела была не единственной. С 12 (24) марта 1872 он становится действительным членом С.-Петербургского отдела О-ва любителей духовного просвещения.

## Награды
- Камер-юнкер (22.04.1850)
- Тёмно-бронзовая медаль «В память войны 1853—1856», на Владимирской ленте (26.08.1856)
- Камергер (30.08.1860)
- Золотая медаль «За труды по освобождению крестьян» (17.04.1861)
- Знак отличия «За введение в действие положений 1861 года. 17 апреля 1863» (17.04.1863)
- Орден Святого Станислава 1 степени (01.01.1868)
- Бронзовая медаль Королевства Пруссии «За верность долгу на войне. 1870—1871» (1871)
- Гофмейстер (08.04.1873) / Тайный советник (13.12.1884, ст. 08.04.1873)
- Черногорский орден Князя Даниила I 1-й степени (1877)

## Семья
- Жена — коллежская советница Варвара Николаевна Щербинина, урождённая Сушкова (1835 или 1836—11.01.1916, Полтава). Помещица сц. Обозновка Кременчугского и дер. Рудая Кобелякского уездов Полтавской губ. Младшая дочь поручика Николая Васильевича Сушкова (1802—1835[84]) и Екатерины Фёдоровны, урождённой Московой[85] (1806 или 1807—1893), бежавшей из дома и обвенчавшейся с поручиком против воли родителей. По отцу — представительница ярославской ветви дворян Сушковых, внучатая племянница писателя Н. В. Сушкова и правнучка переводчицы М. В. Храповицкой. Получив прекрасное домашнее образование (владела английским, итальянским, немецким и французским языками), в первом браке с 22 июля (3 августа) 1853 Варвара Сушкова была замужем за коллежским советником А. М. Щербининым[86], чиновником М-ва иностранных дел и харьковским помещиком. В браке с ним имела сына Михаила (18.06.1856, сц. Карачовка, Харьковской губ. —17.10.1941, Чикаго) — воспитанника ф-та восточных языков С.-Петербургского ун-та, автора мемуаров, видного члена и секретаря секты евангельских христиан-«пашковцев», вместе с женой и восемью детьми навсегда эмигрировавшего из России 5 (18) мая 1901.

Состоя в официальном браке с Щербининым, тогда же — в конце 1850-х, сошлась в гражданское сожительство с А. Д. Башмаковым, от связи с которым родились внебрачные их дети: известный Александр, чиновник М-ва земледелия и государственных имуществ Святослав (12.12.1861—07.06.1940) и Надежда (7.07.1860—13.04.1916, Киев). Официальный развод А. М. и В. Н. Щербининых состоялся только в 1875. К тому времени у обоих уже были новые семьи, дети Башмакова и Щербининой учились в Швейцарии. А. М. Щербинин, в конечном итоге взявший на себя вину в нарушении супружеской верности, решением Синода был осужден на пожизненное безбрачие, которое впоследствии исполнять не стал, а В. Н. Щербининой было разрешено вступить в новый брак, после чего А. Д. Башмаков добился для своих незаконнорождённых детей от В. Н. Щербининой их утверждения во всех правах состояния. Участие в деятельности коммерческих предприятий и широкая благотворительность стали причиной того, что А. Д. Башмаков вместо богатого наследства после себя жене и детям оставил долги. В 1895 тайная советница В. Д. Башмакова была вынуждена продать часть своего родового полтавского имения, чтобы оплатить долги мужа. Имея ограниченные средства к существованию, она дважды подавала прошение о назначении ей пенсии, и в 1901, в виде исключения, ей была назначена пожизненная пенсия.